# 福利路街道
福利路街道，是中华人民共和国甘肃省兰州市西固区下辖的一个乡镇级行政单位。

## 行政区划
福利路街道下辖以下地区：
公园路西社区、兰铝社区、山丹街中路社区、兰化二十六街区社区、兰化二十五街区社区、山丹街西路社区、红星社区、庄浪西路社区、工农村社区、天鹅湖社区、福二街社区、福三街社区、兰化二十二街区社区和福利西路社区。